# Iijärvi (sjö i Lappland)
Iijärvi är en sjö i Finland. Den ligger i kommunen Enare i landskapet Lappland, i den norra delen av landet, 1 000 km norr om huvudstaden Helsingfors. Iijärvi ligger 193,3 meter över havet. Den är 36,47 meter djup. Arean är 36,88 kvadratkilometer och strandlinjen är 103,09 kilometer lång. Sjön  ingår i Neidenälvens huvudavrinningsområde.   Omgivningarna runt Iijärvi är i huvudsak ett öppet busklandskap.